# Godján-hegység
A Godján-hegység (románul Munţii Godeanu) a Déli-Kárpátokban helyezkedik el, a Retyezát-hegység közelében.
Szomszédai északkeleten a Retyezát-hegység, keleten a Petrozsényi-medence és a Vulkán-hegység, délen a Cserna völgye és a Mehádiai-hegység, délnyugaton a Csernai-havasok, északnyugaton a Hideg-patak völgye és a Szárkő-hegység.
A hegység legmagasabb pontja a Gugu (2291 m). A főként kristályos mészkő típusú hegység 330 km²-en terül el.  
A folyók és patakok völgyei a hegységben meglehetősen sziklásak és meredekek, ami megnehezíti a túrázást a környéken.
A hegységben gyakoriak a zord időjárási körülmények. A tél során bőségesen lehulló hóréteg olvadása sokáig elhúzódik, emellett a szél és a fagy jelenleg is kiemelten fontos tényezője a táj formálásának. Egyes lejtőkön előfordulhatnak lavinák is. A völgyekben felhalmozódott hóréteg vastagsága több tíz méter is lehet.
A hegység főgerincét, völgyeit is jégolvadás alakította, a gleccserek számos tengerszemet hagytak maguk után.
Régebben a hegyet benépesítő népek nagy számban legeltettek birkákat szerte a Godján-hegység területén. Ez a tevékenység az évszázadok alatt szerkezetileg átalakította a hegység felszínét, melynek a nyomai ma is láthatók. A természetvédelmi területen ma már korlátozzák a legeltetést is.